# FictionBook
FictionBook — формат електронних книг у вигляді XML-документів, в яких кожен елемент книжки і її атрибут описується заздалегідь визначеним тегом. Стандарт був створений з метою забезпечити сумісність різноманітних пристроїв і форматів. XML дозволяє легко створювати документи, що готові до безпосереднього використання й програмної обробки (конвертації, зберігання, управління) в будь-якому середовищі.
Документи формату FictionBook зазвичай мають розширення .fb2 і можуть містити структурну розмітку основних елементів тексту, атрибути книжки, малюнки (ілюстрації, обкладинка) та інші бінарні об'єкти в кодуванні base64.
Стандарт було розроблено групою осіб під керівництвом Дмитра Грібова і Михайла Мацнева за ініціативи Марка Ліпсмана.

## Сфери застосування
Правильно підготовлений електронний текст у форматі FictionBook містить у собі всю необхідну інформацію про книгу: структурований текст, ілюстрації, інформацію про автора та видання, але вони не є прив'язані до інформації про зовнішній вигляд документу. Як буде виглядати текст, отриманий з формату .fb2, залежить або від налаштувань програми-конвертора або програми для перегляду цього формату, або від параметрів, заданих при конвертації файлу в інший формат.
Наприклад, у тексті документа .Fb2 містяться фрази, оформлені як заголовки. Програма, якою відкриють файл, в залежності від налаштувань може відобразити їх, на відміну від решти тексту, або крупним шрифтом, або іншим кольором, або якось інакше, залежно від персональних налаштувань. Так, при конвертації у формат HTML, заголовок може бути підтверджений певним HTML-тегом, наприклад, <H4> або <B>.
Документ містить інформацію про книгу у вигляді, придатному для автоматичної обробки. Наприклад, в електронну бібліотеку надійшла книга у форматі .Fb2. Ця книга може бути автоматично розміщена в розділ автора книги, а назва книги і анотація можуть автоматично відобразитися в колонці новин бібліотеки. Таким чином, значно спрощується процес поповнення фонду бібліотеки новими книгами. Деякі електронні бібліотеки перейшли на формат FictionBook повністю, і не приймають книги, підготовлені в інших форматах. Однак на сторінках цих бібліотек можна завантажити одну й ту ж книгу у вигляді файлів інших поширених форматів (plain text, RTF, HTML, rb, doc.prc, ePub, pdf), отриманих з FB2 шляхом автоматичної конвертації.

## Апаратне забезпечення
Існують пристрої, що підтримують читання книжок в форматі fb2, наприклад:
- PocketBook 301, 301 plus, 360°
- lBook eReader v3, v5, v8
- Ectaco jetBook [Архівовано 27 березня 2010 у Wayback Machine.]
- ORSiO b721, b721+, b731
- Азбука N516

### Конвертери
- Any to FB2 [Архівовано 25 лютого 2010 у Wayback Machine.] — конвертація текстових, HTML, Microsoft Word .DOC файлів у формат FB2. Програма для платформи Microsoft Windows, поширюється з відкритим програмним кодом на (Delphi).
- FB2Any v0.1 [Архівовано 25 лютого 2010 у Wayback Machine.] — програма для конвертації fb2 в інші поширені формати

### Програми для читання
- Видимфигу [Архівовано 9 березня 2010 у Wayback Machine.] — сервіс, що дозволяє читати електронні книжки в форматі FB2 онлайн.
- BOOKMATE [Архівовано 15 березня 2010 у Wayback Machine.] — сервіс для ведення бібліотеки й читання електронних книг FB2 в режимі онлайн. Підтримує додавання книг напряму з мережі Інтернет.
- FBReader — вільна програма для читання електронних книг як для десктопів з-під (Windows і GNU/Linux), так і для КПК на базі GNU/Linux. До числа форматів, що підтримуються, входить FB2.
- FBReaderJ — версія FBReader, розроблена для платформи Android.
- FB2Reader [Архівовано 13 грудня 2014 у Wayback Machine.] — розширення для браузера Firefox

### Програми для редагування
- Fiction Book Editor [Архівовано 25 грудня 2012 у Wayback Machine.] (FBE) — редактор для Windows.
- genebook.de [Архівовано 19 вересня 2020 у Wayback Machine.] — онлайн-платформа для створення електронних книг.
- fbtools [Архівовано 4 лютого 2016 у Wayback Machine.] — extension for OpenOffice/LibreOffice to the creation of FB2 books.